# قيماز
قَيْمَاز هي بلدة تقع في منطقة سيوري حصار في مقاطعة إسكي شهير في تركيا. وهي تقع على طريق الدولة التركية السريع D.200 الذي يربط إسكي شهير بأنقرة . تبلغ مساحتها 65 كيلومتر (40 ميل) جنوب شرق إسكي شهير و 36 كيلومتر (22 ميل) غرب سيوري حصار. بلغ عدد سكان قمياز 1254  عام 2012.
لديها مهرجان سنوي لـ قورو فاصولية